# عین رمانه (استان بلیده)
عین رمانه (استان بلیده) (به عربی: عین الرمانة) یک شهرداری در الجزایر است که در استان البلیده واقع شده‌است. عین رمانه ۹٬۶۶۷ نفر جمعیت دارد.